# Lioré et Olivier LeO 7
Il Lioré et Olivier LeO 7 fu un aereo militare multiruolo, bimotore e biplano, sviluppato dall'azienda aeronautica francese Ateliers d'Aviation Lioré et Olivier nei primi anni venti.
Realizzato in due varianti, la LeO 7/2 adottata dall'Aéronautique Militaire, la componente aerea dell'Armée de terre (l'esercito francese), che la utilizzò come caccia di scorta e bombardiere, e la LeO 7/3, impiegata dai reparti dell'Aéronautique navale, componente aerea della Marine nationale, rimase in servizio durante il periodo interbellico.

## Storia del progetto
Dopo un periodo iniziale dove l'azienda non riuscì ad ottenere commissioni nel periodo della prima guerra mondiale, nei primi anni venti l'ufficio tecnico della Lioré et Olivier avviò lo sviluppo di un nuovo modello basato sul LeO 5, un aereo da attacco al suolo biplano triposto che non riuscì ad essere avviato alla produzione in serie per le decadute esigenze belliche dopo il termine del conflitto.
Nell'ambito di un programma di aggiornamento del proprio parco velivoli, l'Armée de terre espresse l'esigenza di dotarsi di modelli in grado di effettuare missioni di scorta ai bombardieri, categoria indicata come "multiplace de combat". Per rispondere a tale richiesta venne elaborato il LeO 7 che, pur riprendendo l'impostazione generale del suo predecessore, un triposto a velatura biplana, se ne diversificava per l'adozione di uno specifico armamento e per la sostituzione degli originali motori rotativi Le Rhône 9R raffreddati ad aria con i V12 Hispano-Suiza 8F raffreddati a liquido.
Il prototipo venne portato in volo per la prima volta nel corso del 1922 e, presentato alla commissione di valutazione dell'esercito, ottenne subito un contratto di fornitura.
La versione avviata alla produzione in serie venne identificata come LeO 7/2 e caratterizzata dal carrello di atterraggio a carreggiata larga, abitacolo del pilota collocato immediatamente dietro il bordo d'uscita e postazioni dei mitraglieri collocate nel naso, di forma tozza, del velivolo e nel tronco centrale della fusoliera. La produzione di questa versione si attestò sui 20 esemplari.
Il modello suscitò l'interesse anche da parte della Marine nationale, la marina militare francese, che ne ordinò 12 unità di una versione da impiego navale, modello che l'azienda indicò come LeO 7/3. Questa versione si differenziava essenzialmente per una diversa velatura, sempre biplana ma dall'apertura maggiorata, e una diversa conformazione della parte anteriore.

## Impiego operativo
I LeO 7/3 vennero assegnati ai reparti dell'Aéronautique navale stanziati alla base navale di Saint-Raphael.

## Varianti
LeO 7
prototipo
LeO 7/2
versione destinata all'Armée de terre, realizzata in 20 esemplari.
LeO 7/3
versione bombardiere pesante destinata alla Marine nationale, caratterizzata da un diverso naso meno tozzo, con postazione dell'armiere sporgente e velatura dalla maggiore apertura, realizzata in 12 esemplari.

## Utilizzatori
Francia
- Aéronautique Militaire
- Aéronautique navale

### Pubblicazioni
- Lioré et Olivier LeO 7, in Aerei da guerra, Ginevra - Novara, Edito Service S.A. - Istituto Geografico De Agostini, 1993.